# Мона (протока)
Мона (ісп. Canal de la Mona) — протока між островами Гаїті і Пуерто-Рико. Протока сполучає Карибське море з Атлантичним океаном.
Ширина протоки 110 км, максимальна глибина 475 м. У центральній частині протоки знаходиться однойменний острів. Інші острови: Моніто та Десечео. Головний порт — Маягуес. 